# Teen Beach Movie
Teen Beach Movie – film z kanonu Disney Channel Original Movies mający charakter musicalu. W główne role wcielają się Maia Mitchell oraz Ross Lynch. Amerykańska premiera odbyła się 19 lipca 2013, zaś polska 14 września tego samego roku. 
W kwietniu 2014 roku został potwierdzony sequel o nazwie "Teen Beach 2", którego produkcja ruszyła latem tego samego roku, a premiera odbyła  się 26 czerwca 2015 w USA a w Polsce 18 lipca tego samego roku.

## Fabuła[2]
Zbliża się ostatni dzień lata i McKenzie "Mac" musi pożegnać się z ukochaną plażą, aby udać się do elitarnej szkoły i spełnić wygórowane ambicje swojej cioci. Nieoczekiwanie ona i jej chłopak Brady dosłownie trafiają do ulubionego musicalu Brady'ego z lat 60. o rywalizacji między surferami a motocyklistami. Brady chce pozostać w musicalu, w którym lato trwa wiecznie, jednak McKenzie jest zdeterminowana, by powrócić do dnia dzisiejszego i wstąpić do elitarnej uczelni wybranej przez ciocię. Chcą zrozumieć tutejszych nastolatków, co nie jest łatwe, gdyż co chwila ktoś zaczyna spontanicznie tańczyć lub śpiewać. Przypadkowo Brady i McKenzie zakłócają fabułę musicalu, gdyż jego główni bohaterowie: surfer Tanner i motocyklistka Lela, zakochują się w McKenzie i Bradym. Mac i Brady muszą jak najszybciej sprawić by Lela i Tanner się zakochali i zjednoczyli surferów i motocyklistów żeby powstrzymali szalonego złoczyńcę przed zniszczeniem świata.

## Obsada[3]
- Ross Lynch jako Brady,
- Maia Mitchell jako McKenzie,
- Garrett Clayton jako Tanner,
- Grace Phipps jako Lela,
- John DeLuca jako Butchy,
- Chrissie Fit jako Cheechee,
- Kevin Chamberlin jako dr Fusion,
- Suzanne Cryer jako ciotka Antoinette,
- Barry Bostwick jako Big Poppa,
- Jordan Fisher jako Seacat,
- Kent Boyd jako Rascal,
- Mollee Gray jako Giggles,
- William Loftis jako Lugnut,
- Jessica Lee Keller jako Struts,
- Reynaldo Arroyo jako chłopak na play,
- Steve Valentine jako Les Camembert.

## Wersja polska
W wersji polskiej udział wzięli:
- Agata Paszkowska – McKenzie
- Mateusz Rusin – Brady
- Anna Gajewska – Ciotka Antoinette
- Michał Piela – Doktor Fusion
- Jakub Szydłowski – Les Camembert
- Natalia Jankiewicz – Cheechee
- Stefan Knothe – Dziadek
- Aleksandra Kowalicka – Lela
- Igor Obłoza – Tanner
- Paweł Ciołkosz – Decha
- Magdalena Krylik – Struts
- Tomasz Robaczewski – Rascal
- Dominika Sell – Gibka
- Piotr Bajtlik – Butchy

W pozostałych rolach:
- Weronika Asińska
- Zuzanna Galia
- Anna Szymańczyk
- Stefan Pawłowski
- Krzysztof Szczepaniak
- Przemysław Wyszyński

Reżyseria: Artur Kaczmarski

Tłumaczenie: Stan Kielan

Wersja polska: SDI Media Polska

## Ścieżka dźwiękowa
Na ścieżce znajduje się 15 utworów:
- Oxygen - Maia Mitchell
- Surf Crazy - Garrett Clayton
- Cruisin' for a Bruisin'  - Jason Evigan, Grace Phipps, Ross Lynch
- Fallin for Ya - Grace Phipps
- Meant to be - Garrett Clayton, Grace Phipps, Maia Mitchell, Ross Lynch
- Like me - Garrett Clayton, Ross Lynch, Grace Phipps, Maia Mitchell
- Meant to be - Grace Phipps, Garrett Clayton
- Can't Stop Singing - Maia Mitchell, Ross Lynch
- Meant to be - Maia Mitchell,  Ross Lynch
- Surf Crazy - Garret Clayton, Grace Phipps, Jason Evigan
- Surf's Up - Maia Mitchell,  Ross Lynch
- Coolest Cats  in Town - Jason Evigan, Garrett Clayton, Grace Phipps
- Cruisin' for a Bruisin' (Karaoke)
- Fallin for Ya (Karaoke)
- Surf's Up (Karaoke)